# Липовка (Малосердобинский район)
Липовка — село в Малосердобинском районе Пензенской области России. Входит в состав Липовского сельсовета.

## География
Село находится в южной части Пензенской области, в пределах южной части Приволжской возвышенности, в лесостепной зоне, на левом берегу реки Сердобы, на расстоянии примерно 11 километров (по прямой) к северу от села Малая Сердоба, административного центра района. Абсолютная высота — 196 метров над уровнем моря.

### Климат
Климат характеризуется как умеренно континентальный, с относительно жарким летом и холодной продолжительной зимой. Средняя температура воздуха самого холодного месяца (января) составляет −13 °C; самого тёплого месяца (июля) — 20 °C. Продолжительность безморозного периода равна 140—150 дней. Годовое количество атмосферных осадков — 497 мм, из которых большая часть выпадает в тёплый период. Снежный покров держится в течение 130—140 дней.

### Часовой пояс
Село Липовка, как и вся Пензенская область, находится в часовой зоне МСК (московское время). Смещение применяемого времени относительно UTC составляет +3:00.

## Население
| 1859 | 1897 | 1911 | 1914 | 1921  | 1925  | 1928  |
| ---- | ---- | ---- | ---- | ----- | ----- | ----- |
| 398  | ↗614 | ↗928 | ↗978 | ↗1160 | ↘1109 | ↗1182 |
| 1935 | 1939 | 1959 | 1970 | 1973  | 1979  | 1989  |
| ↘605 | ↘550 | ↘419 | ↘365 | ↗375  | ↗472  | ↘413  |
| 1996 | 2002 | 2010 | 2021 |       |       |       |
| ↗417 | ↘380 | ↘317 | ↘263 |       |       |       |

### Национальный состав
Согласно результатам переписи 2002 года, в национальной структуре населения русские составляли 92 % из 380 чел.